# Urban Dictionary
Urban Dictionary è un dizionario online dedicato ai neologismi e agli slang della lingua inglese.

## Storia
Lanciato nel 1999 da Aaron Peckham, il sito web contiene più di 4,8 milioni di definizioni, aggiunte da volontari e votate dai visitatori. Il sito è stato poi trasposto in forma cartacea in due edizioni, nel 2005 e nel 2007. Nel 2008 Anita Hamilton del TIME lo ha inserito in una classifica dedicata ai migliori 50 siti.
Secondo un'analisi LexisNexis presente nel saggio Wikipedia in Court, dedicato all'uso di siti come Wikipedia come fonti autorevoli, fino al 10 settembre 2009 l'Urban Dictionary è stato citato 22 volte in casi giudiziari statunitensi.

## Pubblicazioni
- Aaron Peckham, Urban Dictionary: Fularious Street Slang Defined , Andrews McMeel, 2005, pagg. 320, ISBN 0-7407-5143-3
- Aaron Peckham, Mo' Urban Dictionary: Ridonkulous Street Slang Defined, Andrews McMeel, 2007, pagg. 230, ISBN 0-7407-6875-1